# Paint the Sky with Stars
Paint The Sky With Stars - the best of Enya (Dipingere il cielo con le stelle - il meglio di Enya) è la prima raccolta della musicista e cantante irlandese Enya, pubblicata nel 1997 dalla WEA Records. 

## Tracce
Testi di Roma Ryan, musiche di Enya.
1. Orinoco Flow (da Watermark)
2. Caribbean Blue (da Shepherd Moons)
3. Book of Days (da Shepherd Moons)
4. Anywhere Is (da The Memory of Trees)
5. Only If...
6. The Celts (da The Celts)
7. China Roses (da The Memory of Trees)
8. Shepherd Moons (da Shepherd Moons)
9. Ebudae (da Shepherd Moons)
10. Storms in Africa (da Watermark)
11. Watermark (da Watermark)
12. Paint the Sky with Stars
13. Marble Halls (da Shepherd Moons)
14. On My Way Home (Remix) (da The Memory of Trees)
15. The Memory of Trees (da The Memory of Trees)
16. Boadicea (da The Celts)

## Singoli estratti
- Only If... (1997)

## Descrizione
Paint the Sky with Stars è la raccolta che celebra i primi dieci anni di carriera di Enya e rappresenta una sorta di conclusione di un capitolo della sua produzione discografica, racchiudendo le canzoni più rappresentative dell'artista irlandese degli anni ottanta e anni novanta, realizzate per i suoi primi 4 albums in studio. Tra le tracce già precedentemente edite che compongono l'album spiccano i brani inediti Paint the Sky with Stars e Only If..., di cui quest'ultimo è stato pubblicato come singolo in supporto al Greatest Hits.
La raccolta ha riscosso un grande successo di vendite e ha ampliato notevolmente la schiera dei fans di Enya, con vendite mondiali che superano oggi i 12 milioni di copie.

## Accoglienza
Questo è senza dubbio l'album di Enya che ha avuto più successo in Italia: è rimasto in vetta alla classifica per 8 settimane, è risultato l'album straniero più venduto del 1997 con più di 410 000 copie vendute in nemmeno due mesi, di cui 50 000 nella sola settimana natalizia. Nel 1998 le vendite superano le 550 000 copie, equivalenti a 5 dischi di platino e un disco di diamante.

## Produzione
- Prodotto da Nicky Ryan
- Arrangiato da Enya e Nicky Ryan
- Testi di Roma Ryan
- Marble Halls (Traditional) arrangiato da Enya e Nicky Ryan
- Tutte le tracce sono pubblicate dalla EMI Songs Ltd
- Fotografo Principale: David Scheinmann
- Calligrafia e Design: Brody Neuenschwander
- Masterizzato da Arun

## Premi
Japanese Gran Prix Award (1998): Album dell'anno
RIAJ Giappone (1998): Disco di diamante
FIMI Italia (1998): Disco di diamante

## Classifiche

### Classifiche internazionali
| Paese              | Posizione |
| ------------------ | --------- |
| Australia          | 10        |
| Austria            | 3         |
| Belgio (Vallonia)  | 9         |
| Belgio (Fiandre)   | 13        |
| Finlandia          | 12        |
| Giappone           | 3         |
| Regno Unito        | 4         |
| Irlanda            | 3         |
| Italia             | 1         |
| Malaysia           | 5         |
| Nuova Zelanda      | 6         |
| Norvegia           | 2         |
| Paesi Bassi        | 10        |
| Spagna             | 2         |
| Svezia             | 1         |
| Svizzera           | 7         |
| Germania           | 5         |
| Ungheria           | 12        |
| USA Billboard 200  | 30        |
| USA New Age Albums | 1         |
| USA Catalog Albums | 2         |

### Classifiche di fine anno
| Paese            | Posizione |
| ---------------- | --------- |
| Australia (1997) | 41        |
| Australia (1998) | 67        |
| Austria (1998)   | 50        |
| Austria (2002)   | 39        |

### Classifiche di fine decennio
| Paese                    | Posizione |
| ------------------------ | --------- |
| Billboard Catalog Albums | 37        |